# Sarah Lindsay
Pour les articles homonymes, voir Lindsay.
Sarah Diane T. Lindsay , née le 8 juin 1980 à Kingston upon Thames, est une patineuse de vitesse sur piste courte britannique.

## Biographie
Elle participe aux épreuves de patinage de vitesse sur piste courte aux Jeux olympiques de 2002. Elle participe ensuite aux épreuves de patinage de vitesse sur piste courte aux Jeux olympiques de 2006, où elle arrive 8e du 500 mètres, puis enfin au patinage de vitesse sur piste courte aux Jeux olympiques de 2010.